# Pianorad
Pianorad − pierwszy w pełni polifoniczny instrument muzyczny z grupy elektrofonów elektromechanicznych.
Pianorad został skonstruowany przez Amerykanina Hugo Gernsbacka w 1926 roku, a jego pierwowzorem była inna konstrukcja tego autora, staccaton. Oba instrumenty bazowały na technice oscylatorów LC – produkowały czysty ton o niemal idealnym sinusoidalnym przebiegu. Dźwięk wytwarzany przez instrument był krótki i przypominał grę staccato. Pianorad wyposażony był w dwudziestopięcioklawiszową klawiaturę. Każdy klawisz sterował jednym oscylatorem, który posiadał własny głośnik. Dźwięk poszczególnych głośników był wzmacniany przez wspólną tubę rezonacyjną.
Instrument został zaprezentowany 12 czerwca 1926 roku przez rozgłośnię radiową WRNY w Nowym Jorku. Używano go do akompaniamentu na koncertach fortepianowych i skrzypcowych, nadawanych na żywo przez radiostację.